# Kodok állomás
Kodok (Godeok) állomás metróállomás a szöuli metró 5-ös vonalán, Kangdong-ku (Gangdong-gu) kerületben. 2022-ben az állomás a meghosszabbított 9-es metró állomása is lesz.

## Viszonylatok
| 5-ös vonal                                | 5-ös vonal | 5-ös vonal                                 |
| ----------------------------------------- | ---------- | ------------------------------------------ |
| Mjongil (Myeongil) Panghva (Banghwa) felé | fő vonal   | Szangil-tong (Sangil-dong) végállomás felé |